# Большое Устинское
 Большое Устинское — село в Шарангском районе Нижегородской области. Административный центр  Большеустинского сельсовета .

## География
Расположено на расстоянии примерно 9 км на север-северо-запад от районного центра поселка Шаранга.

## История
Упоминается с 1748 года как деревня Большая Уста с населением 75 душ мужского пола,  в 1802 году таких душ уже 150 при 57 дворах. В 1873 году здесь (село Уста большая или Чуры) дворов 72 и жителей 472, в 1905 (Больше-Устинское)  58 и 286, в 1926 114 и 462 (мари 120), в 1950 126 и 373. В 1861 году построена была деревянная Николаевская церковь.

## Население
Постоянное население составляло 534 человека (русские 93%) в 2002 году, 486 в 2010.